# Cambri trung

Phân bố lục địa trong Trung Cambri, khoảng 514 triệu năm trước.

Cambri trung hay Cambri giữa (còn gọi là thế Alberta, thế Acadia, thế St. David hay thế Saint David) là một thế địa chất thuộc kỷ Cambri. Theo định nghĩa gần đây nhất của ICS thì nó gần như trùng khít với 2 thống chưa đặt tên (tạm thời gọi là "thống 2" và "thống 3"). Trong các tài liệu cũ nó kéo dài từ khoảng 513,0 ± 2,0 Ma tới 501,0 ± 2,0 Ma còn theo ICS thì nó kéo dài từ khoảng 521,0 ± 0,0 Ma tới 499,0±2,0 Ma. Thế Cambri trung diễn ra trước thế Cambri muộn và sau thế Cambri sớm cùng kỷ.
Các sinh vật kỳ lạ trong các di chỉ hóa thạch của đá phiến sét Burgess đã từng sinh sống trong thời kỳ này.

## Phân chia
| Hệ/ Kỷ                                                                                   | Thống/ Thế                       | Bậc/ Kỳ                          | Tuổi (Ma) | Tuổi (Ma) |
| ---------------------------------------------------------------------------------------- | -------------------------------- | -------------------------------- | --------- | --------- |
| Ordovic                                                                                  | Dưới/Sớm                         | Tremadoc                         | trẻ hơn   | trẻ hơn   |
| Cambri                                                                                   | Phù Dung                         | Tầng 10                          | 485.4     | ~489.5    |
| Cambri                                                                                   | Phù Dung                         | Giang Sơn                        | ~489.5    | ~494      |
| Cambri                                                                                   | Phù Dung                         | Bài Bích                         | ~494      | ~497      |
| Cambri                                                                                   | Miêu Lĩnh                        | Cổ Trượng                        | ~497      | ~500.5    |
| Cambri                                                                                   | Miêu Lĩnh                        | Drum                             | ~500.5    | ~504.5    |
| Cambri                                                                                   | Miêu Lĩnh                        | Ô Lựu                            | ~504.5    | ~509      |
| Cambri                                                                                   | Thống 2                          | Tầng 4                           | ~509      | ~514      |
| Cambri                                                                                   | Thống 2                          | Tầng 3                           | ~514      | ~521      |
| Cambri                                                                                   | Terreneuve                       | Tầng 2                           | ~521      | ~529      |
| Cambri                                                                                   | Terreneuve                       | Fortune                          | ~529      | 541.0     |
| Ediacara                                                                                 | không xác định tầng động vật nào | không xác định tầng động vật nào | già hơn   | già hơn   |
| Phân chia kỷ Cambri theo ICS năm 2018. Các giai đoạn in nghiêng không có tên chính thức. |                                  |                                  |           |           |

Dưới đây liệt kê sự phân chia các tầng từ trẻ nhất tới cổ nhất của thế Trung Cambri, trong đó còn 3 tầng chưa có tên gọi chính thức và các giới hạn trên hay dưới của chúng chỉ là ước lượng chưa chính thức .
- Thế Trung Cambri
  - Thống chưa đặt tên ("Thống 3")
    - Tầng Cổ Trượng (503,0 ± 0,0 Ma tới 499,0 ± 2,0 Ma)
    - Tầng Drum (506,5 ± 0,0 Ma tới 503,0 ± 0,0 Ma)
    - Tầng 5 (510,0 ± 0,0 Ma tới 506,5 ± 0,0 Ma)

  - Thống chưa đặt tên ("Thống 2")
    - Tầng 4 (517,0 ± 0,0 Ma tới 510,0 ± 0,0)
    - Tầng 3 (521,0 ± 0,0 Ma tới 517,0 ± 0,0)